# Martin Haag (Politiker, 1826)
Martin Haag (* 11. November 1826 in Heilbronn; † 7. Mai 1899 ebenda) war ein deutscher Weingärtner und Mitglied des Deutschen Reichstags.

## Leben
Haag besuchte die Stadtschule in Heilbronn und wurde dort Weingärtner. Seit Januar 1874 war er Mitglied des Gemeinderats, städtischer Güterinspektor, Vorstand des Weingärtner-Vereins und Ausschussmitglied des landwirtschaftlichen Bezirksvereins.
Von 1893 bis 1898 war er Mitglied des Deutschen Reichstags für den Wahlkreis Württemberg 3 (Heilbronn, Besigheim, Brackenheim, Neckarsulm) und die Deutsche Volkspartei. In der Stichwahl konnte er sich mit Hilfe der Sozialdemokraten gegen Karl Mayer, den Kandidaten der nationalliberalen Deutschen Partei, durchsetzen.
Haags Sohn Wilhelm Haag zog 1912 in den württembergischen Landtag ein und gehörte von 1920 bis 1924 ebenfalls dem Reichstag an. 1924 bis 1933 war dann Martin Haags Enkel Heinrich Haag Mitglied des Reichstags.